# Pulau Sebatik
Pulau Sebatik ist eine Insel vor der Ostküste Borneos in der Celebessee. Ein Teil der 452 km² großen Insel gehört zu Indonesien, der andere zu Malaysia, Pulau Sebatik ist damit eine geteilte Insel. In älteren Quellen wird sie teilweise auch Sebittik genannt. Der genaue Verlauf der an der Ostspitze Sebatiks beginnenden Seegrenze zwischen Indonesien und Malaysia ist bis heute nicht endgültig geklärt und hat mehrfach für Streitigkeiten zwischen den beiden Staaten geführt, da im Grenzgebiet große Vorkommen an Erdöl und Erdgas vermutet werden.

## Geographie
Pulau Sebatik ist die größte Insel in der Bucht von Sebuku. Von der Nachbarinsel Nunukan ist sie durch eine schmale Meerenge getrennt. Die höchste Erhebung beträgt 468 m.
Entlang der geographischen Breite von 4° 11' N ist Pulau Sebatik geteilt. Der nördliche Teil (153 km²) gehört zum malaysischen Bundesstaat Sabah, der Süden (299 km²) zur indonesischen Provinz Kalimantan Utara.

## Flora und Fauna
Die Insel ist größtenteils bedeckt von Mangroven-Sümpfen und üppigem tropischen Regenwald, der zahlreichen Gibbons und Makaken als Lebensraum dient. Die Gewässer um Sebatik sind für ihr Haivorkommen bekannt.

## Bevölkerung und Wirtschaft
Angaben zur Bevölkerungszahl sind widersprüchlich und schwanken zwischen 15.000 und 27.000 auf malaysischer Seite und ca. 80.000 auf indonesischer Seite. Ein Großteil der Einwohner lebt auf der indonesischen Inselseite von Fischfang in den Ortschaften Sungai Nyamuk und Sungai Pancang. In zunehmendem Maße bietet die Holzindustrie und der Handel über die Grenze nach Malaysia (vor allem in die nahe gelegene Küstenstadt Tawau) Beschäftigung. Malaysia hat 2005 in einem von Indonesien beanspruchten Meeresgebiet vor der Ostküste Sebatiks mit der Erkundung von Erdölvorkommen begonnen.

## Geschichte
Obwohl die Niederlande bereits kurz nach der Gründung der Ostindien-Kompanie auf Borneo einen Handelsposten installiert hatte, waren zunächst keine nennenswerten Aktivitäten der Niederländer an der Ostküste zu verzeichnen. Das änderte sich 1846, als die Niederlande einen Vertrag mit dem Sultan von Bolongan schlossen, der den Niederländern die Kontrolle in diesem Gebiet zusicherte. Auf Betreiben der Niederländer verheiratete der Sultan 1867 seinen Sohn mit der Tochter des Sultans von Tarakan, womit die niederländische Einflusssphäre endgültig die Region um Tawau erreichte. Der Norden des niederländischen Areals überschnitt sich allerdings nun mit einem Gebiet, das der Sultan von Sulu für sich beanspruchte. Ein Konflikt mit den Briten war daher vorprogrammiert, als 1878 der Sultan von Sulu die südliche Grenze seiner Landabgabe an den Baron von Overbeck auf den Sibuku-River legte. Zur Beilegung der Grenzstreitigkeiten verhandelte  die North Borneo Chartered Company ab den 1880er Jahren mit den Niederländern eine Festlegung der Grenze zwischen ihrem durch den Sultan von Sulu verliehenen Gebiet und dem Gebiet, das die Niederländer auf Basis des Vertrags mit dem Sultan von Bolongan beanspruchten. Am 20. Januar 1891 einigte man sich schließlich auf eine Linie entlang 4° 10' nördlicher Breite – was einer mittigen Teilung der Insel Sebatik entsprach.
Nach der Unabhängigkeit Indonesiens (1945) und der Gründung Malaysias (1963) kam es bis in die Gegenwart mehrfach zu diplomatischen und militärischen Auseinandersetzungen zwischen beiden Staaten über den genauen Grenzverlauf in der Umgebung.
Im Zuge der so genannten Konfrontasi überschritten indonesische Truppen am 28. Juni 1965 die Grenze auf Pulau Sebatik und lieferten sich Gefechte mit malaysischen Einheiten. Über die Zugehörigkeit der südlich der Linie 4° 11' N liegenden, nur wenige Quadratkilometer großen Inseln Pulau Ligitan und Pulau Sipadan vor der Ostküste Sebatiks entschied am 17. Dezember 2002 der Internationale Gerichtshof zugunsten Malaysias. Trotzdem kam es im Mai 2005 zu militärischen Drohungen Indonesiens, als ein Gemeinschaftsunternehmen von Shell und der malaysischen Petronas begann, in diesem Gebiet nach Erdölvorkommen zu suchen.
Nach den Anschlägen von Bali im Oktober 2002 verlegte die indonesische Terrorgruppe Jemaah Islamiyah ihre Zentren in abgelegene Gegenden Indonesiens, auch nach Sebatik. Neben einer Moschee und einer Koranschule sollen ihre Anhänger auch eine Basis und mehrere Waffenlager in schlecht zugänglichen Gebieten Sebatiks eingerichtet haben.